# کلیتون رونر
کلیتون رونر (انگلیسی: Clayton Rohner؛ زادهٔ ۵ اوت ۱۹۵۷) یک هنرپیشه اهل ایالات متحده آمریکا است.
از فیلم‌ها یا برنامه‌های تلویزیونی که وی در آن نقش داشته است می‌توان به ناوشکن، هزارپای انسانی ۳ و فقط یکی از پسرها اشاره کرد.